# Euchalcia viridis
Euchalcia viridis là một loài bướm đêm trong họ Noctuidae.